# Friedrich Ratzel
Friedrich Ratzel (Karlsruhe, Baden, 30. kolovoza 1844. – Ammerland, 9. kolovoza 1904.), njemački geograf i etnograf, značajan po kovanici Lebensraum ("životni prostor").

## Ratzelov život
Ratzelov otac je bio glava kućanskog osoblja Velikog Vojvode od Badena. Prije nego što se započeo obučavati za ljekarnika u 15. godini, Ratzel je šest godina pohađao srednju školu u Karlsruheu. 1863. godine otišao je u Rappeswyl na Ciriškom jezeru u Švicarskoj gdje je započeo učiti klasičnu književnost. Nakon druge godine za ljekarnika u Mörsu blizu Krefelda u Ruhrskom području (1865. – 1866.), proveo je kratko vrijeme u srednjoj školi u Karlsruheu te je postao student zoologije na sveučilištima u Heidelbergu, Jeni i Berlinu završivši studij 1868. godine. Proučavao je zoologiju 1869., objavljujući Sein und Werden der organischen Welt prema Darwinu.
Nakon završetka školovanja Ratzel je započeo razdoblje putovanja na kojima se iz zoologa/biologa pretvorio u geografa. Na Mediteranu je započeo sa sakupljanjem znanstvenih podataka, a svoja je iskustva napisao u pismima. Zahvaljujući tim pismima dobio je posao putujućeg izvjestitelja za Kölnishe Zeitung ("Cologne Journal"), koji mu je omogućio sredstva za daljnja putovanja. Ratzel je napravio nekoliko ekspedicija od kojih je najduže i najznačajnije putovanje bilo od 1874. – 1875. godine prilikom kojega je posjetio Sjevernu Ameriku, Kubu i Meksiko. To putovanje je bilo prekretna točka u Ratzelovoj karijeri. Proučavao je utjecaj ljudi njemačkoga podrijetla u Americi, posebice na Srednjem zapadu, jednako kao i ostale etničke grupe u Sjevernoj Americi.
Ratzel je stvorio 1876. pisano djelo vlastitoga viđenja, Stadte-ünd Culturbilder aus Nordamerika, koje mu je pomoglo osnovati polje kulturne geografije. Prema Ratzelu, gradovi su najbolje mjesto za proučavanje ljudi jer je život u njima "složen, zbijen i ubrzan" te oni iznose "najveći, najbolji, najtipičniji izgled ljudi". Ratzel je putovao u gradove poput New Yorka, Bostona, Philadelphije, Washingtona, Richmonda, Charlestona, New Orleansa i San Francisca.
Pri svojemu povratku 1875., Ratzel je postao predavač geografije na Tehničkoj školi u Münchenu. 1876. promaknut je u profesora asistenta, a 1880. uzdignut i na potpunog profesora. Dok je bio u Münchenu Ratzel je napisao nekoliko knjiga i nastavio je svoju karijeru kao akademik. Godine 1876. prihvatio je imenovanje na sveučilištu u Leipzigu. Njegova predavanja su bila naširoko pohađana, a posebno su poznata po utjecajnom američkom geografu Ellenu Churchillu Sempleu.
Ratzel je postavio temelje društvene geografije u svojem djelu Anthropogeographie objavljenome u dva sveska 1882. i 1891. To djelo su krivo protumačili mnogi njegovi studenti, pa su nastali brojni deterministi prirodne okoline. Ratzel je objavio svoje djelo o političkoj geografiji, Politische Geography, 1897. godine. U tom djelu Ratzel je uveo shvaćanje koje je doprinijelo shvaćanju Lebensrauma i društvenoga darvinizma.
Svoj rad Ratzel je nastavio u Leipzigu sve do iznenadne smrti 9. kolovoza 1904. u Ammerlandu u Njemačkoj.

## Ratzelovi rukopisi
Pod utjecajem mislioca poput Darwina i zoologa Ernsta Heinricha Haeckela, Ratzel je objavio nekoliko radova. Među njima značajan je Lebensraum (1901) koji se bavi biogeografijom, te su njime stvoreni osnove jedinstvene njemačke vrste geopolitike: geopolitik.
Ratzelovi rukopisi podudaraju se s porastom njemačkog industrijalizma nakon Francusko-pruskog rata i kasnijom težnjom za tržištima koja je dovela do suparništva s Engleskom. Njegovi rukopisi služili su kao dobrodošao izgovor za imperijalno ekspanziju. Pod utjecajem američkog geostratega Alfreda Thayera Mahana, Ratzel je stavio na papir težnju za njemačkim pomorskim posezanjima, slažući se da je pomorska sila bila samouzdržavana, pa bi zaradu od trgovine platio za trgovačku mornaricu, za razliku od kopnenih sila.
Ratzelov ključni doprinos geopolitici bilo je širenje biološkog shvaćanja geografije, bez statičnog shvaćanja granica. Umjesto toga države su organske i rastuće, s granicama koje predstavljaju samo trenutačan prekid u njihovom kretanju. Ono što je državno vlasništvo nije organizam, već zemlja u svojim duhovnim granicama zajedno s ljudima koji izvlače iz nje sredstva za život. Širenje državnih granica odraz je zdravlja naroda.
Ratzelova ideja Rauma (prostora) prerast će njegovo shvaćanje države. To ranije shvaćanje lebensrauma nije bilo ni političko ni ekonomsko, nego širenje duhovnog i rasnog nacionalizma. Raum-motiv je povijesna pokretna sila koja potiče ljude zajedno s ogromnom Kulturom da se prirodno šire. Prostor je prema Ratzelu bio neodređenog shvaćanja, teoretski nevezan jednako kao što je bio i Hitlerov. Raum je bio definiran prostorom gdje su živjeli Nijemci, prostorom gdje su ostale slabije države mogle služiti za ekonomsku potporu njemačkog naroda i gdje je njemačka kultura mogla obogaćivati druge kulture. Ipak treba spomenuti da Ratzelovo shvaćanje rauma nije bilo otvoreno agresivno, nego je teoretizirano jednostavno kao prirodno širenje jakih država u područja koja su nadzirale slabije države.

## Utjecaj
Šveđanin Rudolph Kjellén bio je Ratzelov student koji je nakon njega razradio teoriju organske države i koji je skovao termin "geopolitika".
Njemački geostrateg general Karl Haushofer je bio izložen Ratzelovu utjecaju, jer je Ratzel bio prijatelj s Haushoferovim ocem. Haushofer je uvrstio u svoje teorije Ratzelove ideje o podjeli između pomorskih i kopnenih sila. Smatrao je da jedino zemlja koja je ujedno i pomorska i kopnena sila može izbjeći taj sukob. Također je prihvatio gledište u svojim rukopisima da su granice najčešće beznačajne, posebice jer bi narod bio u čestim sukobima s onima oko sebe. Nadalje, Haushofer je prihvatio i Ratzelovo shvaćanje Rauma kao središnjeg programa njemačke geopolitike.

## Vanjske poveznice
- Literatura Friedricha Ratzela (njem.)